# Voujeaucourt
Voujeaucourt település Franciaországban, Doubs megyében. Lakosainak száma 3152 fő (2022. január 1.). Voujeaucourt Audincourt, Arbouans, Bart, Bavans, Berche, Courcelles-lès-Montbéliard, Mathay és Valentigney községekkel határos.

## Népesség
A település népessége az elmúlt években az alábbi módon változott:
| Lakosok száma | 2907 | 2775 | 3176 | 3370 | 3379 | 3320 | 3175 | 3148 | 3105 | 3152 |
|               | 1968 | 1982 | 1990 | 2006 | 2013 | 2015 | 2017 | 2019 | 2020 | 2022 |